# نورما جان نيلسون
نورما جان نيلسون (بالإنجليزية: Norma Jean Nilsson)‏ هي ممثلة أمريكية، ولدت في 1938.

## وصلات خارجية
- نورما جان نيلسون على موقع IMDb (الإنجليزية)
- نورما جان نيلسون على موقع ديسكوغز (الإنجليزية)
- نورما جان نيلسون على موقع قاعدة بيانات الفيلم (الإنجليزية)